# Além da Ribeira
Além da Ribeira ist ein Ort und eine ehemalige Gemeinde (Freguesia) im portugiesischen Kreis Tomar. Die Gemeinde hatte 764 Einwohner (Stand 30. Juni 2011).
Am 29. September 2013 wurden die Gemeinden Além da Ribeira und Pedreira zur neuen Gemeinde União das Freguesias de Além da Ribeira e Pedreira zusammengeschlossen. Além da Ribeira ist Sitz dieser neu gebildeten Gemeinde.